# Martina Capurro Taborda
Martina Capurro Taborda (ur. 4 grudnia 1997) – argentyńska tenisistka.

## Kariera tenisowa
Na swoim koncie ma wygranych siedem turniejów w grze pojedynczej i pięć w grze podwójnej rangi ITF. 15 stycznia 2024 zajmowała najwyższe miejsce w rankingu singlowym WTA Tour – 149. pozycję, natomiast 27 listopada 2023 osiągnęła najwyższą pozycję w rankingu deblowym – 380. miejsce.

## Finały turniejów WTA 125
| Legenda                   | Legenda |
| ------------------------- | ------- |
| Wielki Szlem              |         |
| Igrzyska olimpijskie      |         |
| WTA Tour Championships    |         |
| od 2021                   |         |
| WTA 1000 (obowiązkowe)    |         |
| WTA 1000 (nieobowiązkowe) |         |
| WTA 500                   |         |
| WTA 250                   |         |
| WTA 125                   |         |

### Gra pojedyncza 1 (0–1)
| Końcowy wynik | Nr | Data              | Turniej       | Nawierzchnia | Przeciwniczka    | Wynik finału |
| ------------- | -- | ----------------- | ------------- | ------------ | ---------------- | ------------ |
| Finalistka    | 1. | 26 listopada 2023 | Florianópolis | Ceglana      | Ajla Tomljanović | 1:6, 5:7     |

## Wygrane turnieje rangi ITF
| turnieje z pulą nagród 100 000 $ (W100) |
| turnieje z pulą nagród 80 000 $ (W80)   |
| turnieje z pulą nagród 60 000 $ (W75)   |
| turnieje z pulą nagród 40 000 $ (W50)   |
| turnieje z pulą nagród 25 000 $ (W35)   |
| turnieje z pulą nagród 15 000 $ (W15)   |

### Gra pojedyncza
|    | Data       | Turniej       | ($)    | Naw.   | Finalistka           | Wynik            |
| 1. | 01/05/2022 | São Paulo     | 15 000 | ziemna | Nadine Keller        | 6:1, 6:3         |
| 2. | 15/05/2022 | São Paulo     | 15 000 | ziemna | Noelia Zeballos      | 2:6, 6:3, 6:0    |
| 3. | 25/06/2023 | Santo Domingo | 25 000 | ziemna | Leonie Küng          | 6:2, 6:4         |
| 4. | 02/07/2023 | Santo Domingo | 25 000 | ziemna | Gergana Topałowa     | 3:6, 6:0, 6:0    |
| 5. | 09/07/2023 | Punta Cana    | 25 000 | ziemna | Jekatierina Makarowa | 1:6, 6:4, 6:4    |
| 6. | 09/07/2023 | Bragado       | 25 000 | ziemna | Solana Sierra        | 6:4, 6:1         |
| 7. | 06/08/2023 | Junín         | 25 000 | ziemna | Solana Sierra        | 3:6, 7:6(2), 6:1 |